# Peter Dorner
Peter Dorner (* 17. Februar 1857 in Welsberg im Pustertal; † 1. April 1931 ebenda) war ein Tiroler Kunstschmied. Er wurde als „Schlangenschmied von Welsberg“ bekannt.

## Leben und Werke
Dorner war der Sohn eines Grobschmieds unter dessen Anleitung er zunächst eine Ausbildung zum Schmieg erhielt. Zum Kunstschmied wurde er als Autodidakt. Zu seinen bevorzugten Sujets gehörten „Schlangen und Schlangenknäuel“ nach lebenden Vorbildern; außerdem gestaltete er Blumen, Rankenwerk und Flechtornamente. Dorners künstlerische Arbeiten waren einst dem Baedeker einen Eintrag wert. 1904 berichtete die Presse, Dorner stelle nun zum ersten Mal außerhalb seines Heimatlandes seine Arbeiten aus, und zwar in Berlin:

„Es sind Arbeiten aus Schmiedeeisen, gehämmert, gezogen, mit der Zange gekerbt und alles in allem oft mehr als ein Dutzend Mal im Feuer bearbeitet […] diese Schlangen sind teils als Nippes oder Briefbeschwerer auf den Tisch zu setzen, teils zum Tragen von Blumenvasen, Aschenbechern u. a. eingerichtet; am kunstvollsten sind die ‚Schlangenkönige‘ […] Dieselbe Fähigkeit, das Stabeisen auf dem Ambos plastisch zu behandeln, und auf das Graziöseste zu biegen und zu verschlingen, beweist Dorner in seinen eisernen Blumen und in den schon vielfach (auch in Paris) bekannt gewordenen Kleiderhaken […]“

Er selbst hielt in einer Truhe mehrere Blindschleichen oder Ringelnattern, nach deren Abbild er seine Schlangen Schmiedete. Die ersten Exemplare schuf er für das Grabmal seines Vaters. Die Bewohner der Gemeinde urteilten, dass „der Peter spinnt“. Als der Erzherzog Ferdinand Karl ihn im Zuge eines Manövers aufsuchte und mit der Fertigung eines Briefbeschwerers beauftragte, wurde er anschließend fürstlich mit einer Diamant-Busennadel belohnt. Der Briefbeschwerer bestand aus zwei miteinander kämpfenden Schlangen. Anschließend bekam er weitere Aufträge aus den Kreisen des Militärs oder der Hofgesellschaft. Bald folgten Einladungen zu Ausstellungen in Bozen, Innsbruck, Berlin (1904) und München. Viele seiner Arbeiten wurden kopiert. Die Firmen Gladenbeck in Berlin und Eschenbach in München sorgten für die Verbreitung seine Arbeiten in Deutschland. In seinem Wohnhaus betrieb er ein kleines Museum, in dem sich auch Malereien und antike Gegenstände befanden.